# Pavla Zahálková
Pavla Zahálková (* 8. Februar 1989) ist eine tschechische Crosslauf-Sommerbiathletin.
Pavla Zahálková aus Zruč nahm an den Juniorenrennen der Sommerbiathlon-Europameisterschaften 2010 in Osrblie teil und wurde 29. des Sprints und 30. der Verfolgung. Bei den Sommerbiathlon-Europameisterschaften 2011 in Martell kam die Athletin von Tatran Žel bei den Frauen im Leistungsbereich zum Einsatz. im Sprint belegte sie den 19., im Verfolgungsrennen den 16. Rang. Schon im Vorfeld machte sie mit guten Leistungen auf sich aufmerksam, wurde etwa bei den Tschechischen Sommerbiathlon-Meisterschaften in Staré Město pod Landštejnem hinter Jitka Pešinová Zweite im Sprintrennen.

## Belege
1. ↑  Sommerbiathleten erfolgreich bei Vorbereitung auf die EM (Memento des Originals vom 6. Januar 2014 im Internet Archive)  Info: Der Archivlink wurde automatisch eingesetzt und noch nicht geprüft. Bitte prüfe Original- und Archivlink gemäß Anleitung und entferne dann diesen Hinweis.

| Personendaten    | Personendaten                           |
| ---------------- | --------------------------------------- |
| NAME             | Zahálková, Pavla                        |
| KURZBESCHREIBUNG | tschechische Crosslauf-Sommerbiathletin |
| GEBURTSDATUM     | 8. Februar 1989                         |